# カンデリフェラ
カンデリフェラ（Candelifera）は、古代ローマ神話に登場する誕生と出産の女神。
独自の神話は無い。
通常は、カルメンタ（Carmenta）、ルーキーナ（Lucina）と同一視される。